# 2018年冬季残疾人奥林匹克运动会乌克兰代表团
2018年冬季残疾人奥林匹克运动会乌克兰代表团是乌克兰派出的2018年冬季残疾人奥林匹克运动会代表团。获得7枚金牌、7枚银牌和8枚铜牌。